# HD 50700
HD 50700，又名BD-05 1863，SAO 133855、HR 2570，是一颗恒星，视星等为6.41，位于銀經218.45，銀緯-2.07，其B1900.0坐标为赤經6h 49m 14.5s，赤緯-5° -2.07′ 40″。